# Ковач, Джани
Джани Ковач (хорв. Ðani Kovač; ) — югославский легкоатлет, выступавший в беге на средние дистанции и барьерном беге. Участник летних Олимпийских игр 1960 и 1964 годов.

## Биография
Джани Ковач родился 13 февраля 1939 года в австралийском городе Фримантл.
Выступал в легкоатлетических соревнованиях за загребское «Динамо». Пять раз становился чемпионом Югославии: четырежды в беге на 400 метров с барьерами (1960, 1962, 1964—1965), один раз в беге на 400 метров (1961).
Семь раз становился победителем чемпионата Балкан: трижды в беге на 400 метров (1961, 1964—1965), четырежды в беге на 400 метров с барьерами (1960—1961, 1964—1965).
В 1960 году вошёл в состав сборной Югославии на летних Олимпийских играх в Риме. В эстафете 4х400 метров команда Югославии, за которую также выступали Срджан Савич, Милое Груич и Виктор Шнайдер, в четвертьфинале заняла 3-е место с результатом 3 минуты 10,75 секунды, в полуфинале стала последней, 6-й (3.10,34), уступив 2,67 секунды попавшей в финал с 3-го места сборной Великобритании.
В 1964 году вошёл в состав сборной Югославии на летних Олимпийских играх в Токио. В беге на 400 метров был дисквалифицирован в четвертьфинале.

## Личные рекорды
- Бег на 400 метров — 46,6 (1961)[1]
- Бег на 400 метров с барьерами — 50,9 (1964)[1]